# Cumalıkızık
Cumalıkızık (prononcé [ʤumaɫɯkɯ'zɯk]) est un quartier de l’arrondissement de Yıldırım de la province de Bursa en Turquie. Il est constitué de plusieurs bourgs situés sur le versant nord de l'Uludağ au sud-est de Bursa.